# Lomtjärnen (Piteå socken, Norrbotten, 728139-174761)
Lomtjärnen är en sjö i Piteå kommun i Norrbotten och ingår i Piteälvens huvudavrinningsområde.